# چاقالو در سن دیگو
چاقالو در سن دیگو (انگلیسی: Fatty at San Diego) یک فیلم کوتاه کمدی به کارگردانی جرج نیکولز است که در سال ۱۹۱۳ منتشر شد.

## گزیدهٔ بازیگران
- راسکو آرباکل
- میبل نورماند
- فیلیس آلن
- مینتا دارفی
- هنری لرمن
- فورد استرلینگ